# Echiochilon arabicum
Echiochilon arabicum är en strävbladig växtart som först beskrevs av Oskar Schwartz, och fick sitt nu gällande namn av Ivan Murray Johnston. Echiochilon arabicum ingår i släktet Echiochilon och familjen strävbladiga växter. Inga underarter finns listade i Catalogue of Life.